# Microthlaspi perfoliatum
Espèce
Microthlaspi perfoliatum (synonymes Thlaspi perfoliatum, Noccaea perfoliata), le Tabouret perfolié ou Mousselet, est une espèce de plantes à fleurs de la famille des Brassicaceae.

## Description
D'une rosette basale aux feuilles oblongues, dentées ou non, monte une hampe florale portant de petites fleurs blanches. Les feuilles caulinaires sont en forme de cœur allongé engainant la tige. Les fruits sont aussi en forme de cœur avec de larges ailes. Floraison en avril.

## Habitats
C'est une petite plante commune dans les terrains cultivés, les terrains vagues, les vieux murs dans toute l'Europe tempérée.

## Systématique
Le nom scientifique complet (avec auteur) de ce taxon est Microthlaspi perfoliatum (L.) F.K.Mey..
Ce taxon porte en français les noms vernaculaires ou normalisés « Tabouret perfolié »,, ou « Mousselet ».
Microthlaspi perfoliatum a pour synonymes :
- Kandis perfoliata subsp. perfoliata
- Noccaea alpestris (Jacq.) Kerguélen
- Pterotropis impropera (Jord.) Fourr.
- Thlaspi alpestre Jacq.
- Thlaspi alpestre var. gracile Gilg & Muschl.
- Thlaspi erraticum Jord.
- Thlaspi improperum Jord.
- Thlaspi montanum var. alpinum Crantz
- Thlaspi neglectum Crépin
- Thlaspi perfoliatum L.
- Thlaspi perfoliatum f. erraticum (Jord.) Rouy & Foucaud, 1895
- Thlaspi perfoliatum f. improperum (Jord.) Rouy & Foucaud, 1895
- Thlaspi perfoliatum subsp. erraticum (Jord.) O.Schwartz, 1949
- Thlaspi perfoliatum subsp. erraticum (Jord.) P.Fourn., 1928
- Thlaspi perfoliatum subsp. improperum (Jord.) P.Fourn., 1928
- Thlaspi perfoliatum subsp. neglectum (Crép.) Nyman, 1878
- Thlaspi perfoliatum subsp. perfoliatum
- Thlaspi pratulorum Gand.
- Thlaspi subapterum Freyn